# Napomyza marginalis
Napomyza marginalis este o specie de muște din genul Napomyza, familia Agromyzidae, descrisă de Frost în anul 1927. Conform Catalogue of Life specia Napomyza marginalis nu are subspecii cunoscute.